# Tissi
Tissi – miejscowość i gmina we Włoszech, w regionie Sardynia, w prowincji Sassari.
Według danych na rok 2004 gminę zamieszkiwało 1875 osób, 187,5 os./km². Graniczy z Ossi, Sassari, i Usini.